# Bengt Ågerup
Bengt Hjalmar Ågerup, född 19 september 1943 i Sundsvalls församling, Västernorrlands län, är en svensk entreprenör och forskare. Han kallar sig själv för Sveriges "antagligen enda socialistiska miljardär". Han var under perioden 1994–2012 bosatt i Paris och bor idag i Genève i Schweiz.

## Biografi
Ågerup doktorerade 1974 i njurfysiologi med avhandlingen "Passive fluid reabsorption in the proximal tubule of the rat kidney" vid medicinska fakulteten på Uppsala universitet med A. Erik G. Persson som handledare. Han var verksam vid Pharmacia till 1987, då han grundade Q-Med. I mars 2011 sålde han sina aktier i företaget till Galderma SA, ett fransk-schweiziskt läkemedelsföretag. 
År 2011 startade Ågerup det privata investmentbolaget Nexttobe AB, som investerar i bioteknik, bland annat i Hansa Medical AB och Olink AB. Han stödjer aktivt svensk travsport och är engagerad i forskningen vid Karolinska institutet. Ågerup var 2008–2013 styrelseledamot i Stiftelsen för strategisk forskning och han är sedan 2011 ledamot av Kungliga Patriotiska Sällskapet. År 1996 grundade han Stall Zet och anställde några år senare Daniel Redén som vd och tränare. Stallet har rönt stora framgångar inom travet med stjärnhästar som Propulsion, Don Fanucci Zet och Conrads Rödluva.
Ågerup hade 2019 den största enskilda skulden hos Kronofogden på 1,5 miljarder kronor i dagsläget. Skulden uppstod i samband med att han sålde sin andel i Q-Med. Den 31 augusti 2023 medgav Bengt Ågerup Skatteverkets konkursansökan i Stockholms tingsrätt och därmed blev han försatt i personlig konkurs. Han uppmärksammades i november 2023 i avsnittet "Cypernläckan" i SVT:s program Uppdrag granskning.